# Saki Kaskas
Theodosius Kaskamanidis (Krefeld, Alemania; 1971-11 de noviembre de 2016), también conocido como Saki Kaskas y a veces como Captain Ginger, fue un compositor griegoalemán de música de videojuegos, muy conocido por su participación en la serie de Need for Speed. Uno de sus compañeros permanentes son Rom di Prisco o Jeff van Dyck, entre otros.

## Vida inicial
Nacido en Krefeld (Alemania), sus padres al haber tenido poco éxito en Grecia tuvieron que mudarse a Vancouver (Canadá). Theodosius tenía solo 1 año de edad.

## Electronic Arts
Para 1994, con una experiencia musical muy alta, Saki Kaskas es llamado por EA para componer junto a Jeff Dyck y Alistair Hirst el soundtrack del juego Need for Speed, componiendo canciones funk, jazz y rock en el juego, junto a Jeff Dyck.
Luego para 1996, Kaskas compone el soundtrack del juego Need for Speed II, para el cual mayormente incluyó canciones rock, algunas techno, otras junto a Jeff van Dyck.
Saki Kaskas estuvo componiendo para EA hasta el 2001, en el juego Rugby 2001.

## Obras destacadas
- The Need for Speed
- Need for Speed II
- Need for Speed III: Hot Pursuit
- Need for Speed: High Stakes
- NHL 97
- NHL 98
- Missile Command
- Need for Speed: Porsche Unleashed
- Rugby 2001
- SimCity 4
- Mass Effect 2

## Curiosidades
En el 2000 lanzó un disco con el nombre de Captain Ginger (de ahí salió su apodo "Captain Ginger"), además de la unión con Koyote Récords.